# Lupe Lara
Lupe Lara Quiala (ur. 23 września 1944 w Guantánamo) – kubański zapaśnik walczący w stylu wolnym. Dwukrotny olimpijczyk. Zajął dziewiąte miejsce w Meksyku 1968 i osiemnaste w Monachium 1972. Walczył w wadze średniej.
Złoty medalista igrzysk panamerykańskich w 1971, srebrny i brązowy w 1975; czwarty 1967. Triumfator igrzysk Ameryki Środkowej i Karaibów w 1966, 1970 i 1974 roku.

## Letnie Igrzyska Olimpijskie 1968
| Konkurencja | Eliminacje          | Eliminacje                     | Eliminacje           | Eliminacje              | Klas. końcowa |
| Konkurencja | Przeciwnik I        | Przeciwnik II                  | Przeciwnik III       | Przeciwnik IV           | Miejsce       |
| ----------- | ------------------- | ------------------------------ | -------------------- | ----------------------- | ------------- |
| -87 kg      | Ernst Knoll (FRG) Z | Jean-Marie Chardonnens (SUI) Z | Shigeru Endō (JPN) P | Boris Guriewicz (URS) P | 9.            |

## Letnie Igrzyska Olimpijskie 1972
| Konkurencja | Eliminacje             | Eliminacje           | Klas. końcowa |
| Konkurencja | Przeciwnik I           | Przeciwnik II        | Miejsce       |
| ----------- | ---------------------- | -------------------- | ------------- |
| -82 kg      | Jan Wypiorczyk (POL) P | Kurt Elmgren (SWE) P | 18.           |